# Voo Aeroflot 1492
O Voo Aeroflot 1492 foi um voo doméstico de passageiros de Moscou para Murmansk. Em 5 de maio de 2019, o jato Sukhoi Superjet 100 retornou ao aeroporto após decolar. As asas e parte traseira da fuselagem incendiaram-se depois do duro pouso, e 41 pessoas foram declaradas mortas em decorrência do acidente.

## Acidente
O voo decolou do Aeroporto Internacional de Moscovo-Sheremetievo para o Aeroporto Internacional de Murmansk às 18h02 horário local (15h02 UTC). A aeronave decolou, parou de subir ao atingir o nível de voo 090 tendo dizendo a torre que havia problemas com a aeronave Sukoi Superjet 100, antes da  primeira arremetida  . Ao pousar pela segunda tentativa, tentando um pouso em segurança mas ao tocar no solo, a parte final da aeronave arrastou-se pela pista tendo um incêndio no fim do pouso freado brusco. 
A aeronave envolvida no acidente foi um Sukhoi Superjet 100, um jato bimotor russo de matrícula RA-89098 e que teve seu primeiro voo em 2017.

## Investigações
As investigações já foram iniciadas para descobrir as causas do acidente. A Agência de Investigação Russa, que investiga acidentes com aeronaves civis, deverá ficar responsável pelos trabalhos. No dia 6 de maio de 2019, as caixas-pretas da aeronave foram encontradas.
Os investigadores acusaram e é a causa mais envolvente é que um raio atingiu a parte dos tanques de combustível, tendo iniciado um incêndio ao tocar com os pneus frear fortemente e tocando com a parte final da aeronave no chão e arrastando a aeronave pela pista inteira com incêndio alastrando-se quase matando 47 pessoas sem inocência total.
Os bombeiros e a chefe de cabine tentou ajudar os outros pondo a sua própria vida em perigo .
A aeronave não ficou intacta.